# سحب أندولادوس أسبيراتوس
سحب أندولادوس أسبيراتوس (Undulatus asperatus) -باللاتينية تعني "الأمواج المتوحشة"- أن تكون مذهلة في مظهرها، غير عادية عند ظهورها، وهي غير مدروسة نسبيا لذلك تم اقتراحها كنوْعٍ جديد من السحب. تكون معظم السحب العادية ذات قاعدة مسطحة، في حين تظهر سحب الأسبيراتوس أن لديها تركيبة عمودية في الأسفل. لذلك فإن بعض التخمينات توحي إلى أنها ذات صلة بالسحاب عدسيه(lenticular clouds) التي تتشكّل قرب الجبال، أو سحب الماماتوس (mammatus clouds) التي تصْحبُها العواصف الرعدية، أو ربما الرياح الجبلية الدافئة (foehn wind) وهي نوع من الرياح الجافة التي تتدفق من الجبال إلى الأسفل. تهبّ مثل هذه الرياح التي تُسمَّى تيارات قوس كانتربوري (Canterbury arch) على الساحل الشرقي لجنوب جزيرة نيوزيلندا. إُخذت هذه الصورة فوقينابيع  هانمر (Hanmer Springs) في كانتربيري، بنيوزيلندا، عام 2005، بتفاصيل كبيرة ويرجع ذلك جزئيا إلى أشعة الشمس التي تضيء السحب المتموجة من الجانب.

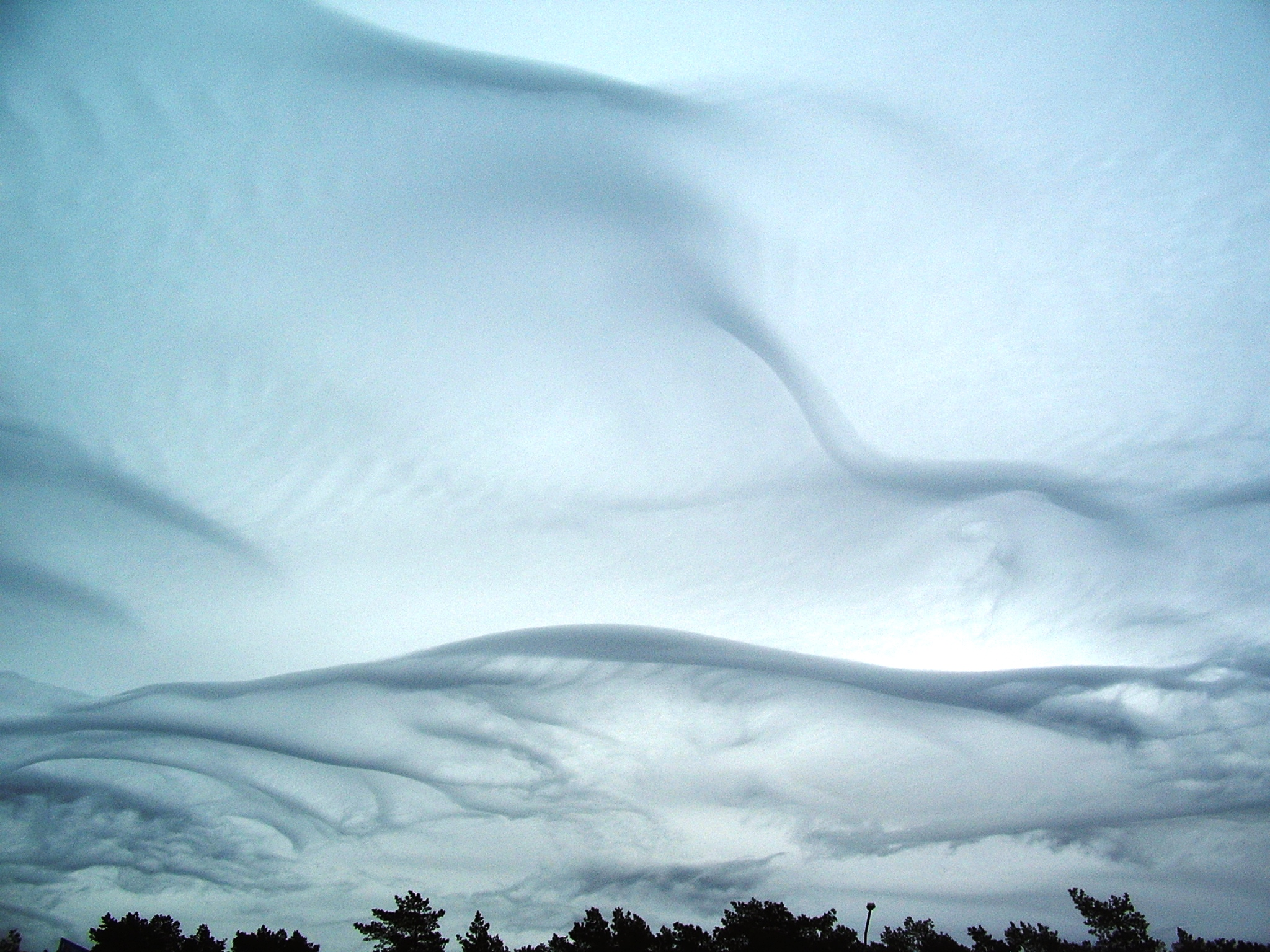
سحب أندولادوس أسبيراتوس